# 河北起事
河北起事指的是在中国南北朝时期的北魏孝昌元年（525年），杜洛周率领因六镇之乱失败而被俘迁到河北的兵民在上谷（今北京延庆县）起事，以反抗北魏朝廷。526年，鲜于修礼（后由葛荣领导）也在定州（今河北定州市）起事，两支起事的军队所向披靡，北魏官军节节败退。但此后起事军内部出现了争权夺利；528年，葛荣杀害了杜洛周，吞并了其部队，但不久後敗亡，起事军的战力也因此削弱。529年，起事最终失败。
这次起事历时长达五年，给北魏以沉重打击，北魏政权由此而分崩离析。